# Cuaespinós coronat
El cuaespinós coronat (Cranioleuca albiceps) és una espècie d'ocell de la família dels furnàrids (Furnariidae) que habita la selva pluvial dels Andes del sud-oest de Perú i centre de Bolívia.